# Epiphora fournierae
Epiphora fournierae är en fjärilsart som beskrevs av Le Moult 1946. Epiphora fournierae ingår i släktet Epiphora och familjen påfågelsspinnare. Inga underarter finns listade i Catalogue of Life.